# Милошевич, Марко
Марко Милошевич (серб. Марко Милошевић; род. 7 февраля 1991, Белград) — сербский футболист, вратарь боснийского клуба «Борац» Баня-Лука.

## Карьера
Футбольную карьеру начал в 2009 году в составе клуба «Земун».
В 2012 году подписал контракт с клубом «Раднички» Нова-Пазова.
В 2014 году играл за белградский «Синджелич».
В 2015 году стал игроком сербского клуба «Вождовац», за который провёл 22 матча.
В начале 2020 года перешёл в казахстанский клуб «Каспий».

## Достижения
«Астана»
- Чемпион Казахстана: 2022

## Клубная статистика
| Игровая карьера | Игровая карьера | Игровая карьера | Лига | Лига | Кубок | Кубок | Межд. | Межд. | СК | СК |
| --------------- | --------------- | --------------- | ---- | ---- | ----- | ----- | ----- | ----- | -- | -- |
| 2020            | Каспий          | А               | 19   | −31  | —     | —     | —     | —     | —  | —  |
| 2021            | Каспий          | А               | 24   | −33  | 1     | −4    | —     | —     | —  | —  |
| 2022            | Астана          | А               | 15   | −13  | 3     | −4    | 1     | −5    | —  | —  |